# Human-centered design
Human-centered Design (kurz HCD, im deutschsprachigen Raum oft Human-Centered Design, deutsch menschenzentrierte Gestaltung oder auch menschzentriertes Design) bezeichnet nach ISO 9241-210:2019 einen Ansatz für die Entwicklung interaktiver Systeme, die darauf abzielen, Produkte, Systeme oder Dienstleistungen benutzbar und nützlich zu machen, indem man sich auf die Nutzer, ihre Bedürfnisse und Anforderungen konzentriert und Kenntnisse und Techniken aus den Bereichen Human Factors/Ergonomie und Usability anwendet. Dieser Ansatz erhöht die Effektivität und Effizienz, verbessert das menschliche Wohlbefinden, die Benutzerzufriedenheit, die Zugänglichkeit und die Nachhaltigkeit und wirkt möglichen negativen Auswirkungen der Nutzung auf die menschliche Gesundheit, Sicherheit und Leistung entgegen.
Eine weitere Definition, die auf einem breiteren interdisziplinären Verständnis von Entwicklung und Innovation basiert, sieht HCD einen Ansatz zur Problemlösung, der häufig in Design- und Managementkonzepten verwendet wird und bei dem Problemlösungen unter Einbeziehung der menschlichen Perspektive in allen Schritten des Problemlösungsprozesses entwickelt werden. Die Beteiligung des Menschen erfolgt in der Regel bei der Betrachtung des Problems im Kontext, der Ideenfindung, der Konzeption, der Entwicklung und der Umsetzung der Lösung.
Das menschenzentrierte Design baut auf der partizipativen Aktionsforschung auf, indem es über die Beteiligung der Teilnehmer hinausgeht und Lösungen für Probleme erarbeitet, anstatt sie lediglich zu dokumentieren. In den ersten Phasen geht es in der Regel um Eintauchen, Beobachten und kontextuelles Gestalten, bei dem sich die Innovatoren mit dem Problem und der Gemeinschaft auseinandersetzen. Nachfolgende Phasen können sich dann auf das Brainstorming in der Gemeinschaft, die Modellierung und Prototypisierung sowie die Umsetzung in Gemeinschaftsräumen konzentrieren. Darüber hinaus konzentriert sich das menschenzentrierte Design in der Regel auf die Integration von Technologie oder anderen nützlichen Hilfsmitteln, um Probleme zu lindern, insbesondere im Bereich der Gesundheit. Sobald die Lösung integriert ist, werden beim menschenzentrierten Design in der Regel Skalen zur Systemverwendbarkeit und Feedback aus der Gemeinschaft eingesetzt, um den Erfolg der Lösung zu ermitteln.

## Geschichte
Die Ursprünge des menschenzentrierten Designs liegen an der Schnittstelle zahlreicher Fachgebiete wie Technik, Psychologie, Anthropologie und Kunst. Als Ansatz zur kreativen Problemlösung in technischen und geschäftlichen Bereichen werden seine Ursprünge häufig auf die Gründung des Designprogramms der Stanford University im Jahr 1958 durch Professor John E. Arnold zurückgeführt, der als Erster die Idee vorschlug, dass das technische Design auf den Menschen ausgerichtet sein sollte. Diese Arbeit fiel zeitlich mit dem Aufkommen von Kreativitätstechniken und der darauffolgenden Designmethodenbewegung in den 1960er-Jahren zusammen. Seitdem werden kreative Designprozesse und -methoden immer häufiger für geschäftliche Zwecke eingesetzt, und das menschenzentrierte Design wird zunehmend einfach als Design Thinking bezeichnet.
In seinem Buch Architect or Bee? prägte Mike Cooley den Begriff „menschenzentrierte Systeme“ im Kontext des Überganges seines Berufsstandes vom traditionellen Zeichnen am Reißbrett zum computergestützten Design. Menschenzentrierte Systeme, wie sie in der Wirtschaft, der Informatik und im Design verwendet werden, zielen darauf ab, menschliche Fähigkeiten zu erhalten oder zu verbessern, sowohl bei der manuellen als auch bei der Büroarbeit, in einem Umfeld, in dem die Technologie dazu neigt, die Fähigkeiten zu untergraben, die Menschen bei ihrer Arbeit einsetzen.
(Siehe insbesondere: Human-centered systems von Mike Cooley; Kapitel 10; Designing Human-centered Technology: A Cross-disciplinary Project in Computer-aided Manufacturing. Springer-Verlag, London 1989; Herausgeber: Howard Rosenbrock; ISBN 978-3-540-19567-2)
In dem 2008 erschienenen Aufsatz On Human-Machine Symbiosis (Über die Symbiose von Mensch und Maschine) erklärt Cooley: „Die Menschenzentrierung besagt erstens, dass wir den Menschen immer vor die Maschine stellen müssen, wie komplex oder elegant diese auch sein mag, und zweitens, dass wir uns über die Fähigkeiten und den Einfallsreichtum des Menschen wundern und freuen. Die Human-Centered-Systems-Bewegung betrachtet sensibel diese Formen von Wissenschaft und Technologie, die unseren kulturellen, historischen und gesellschaftlichen Anforderungen entsprechen, und versucht, angemessenere Formen der Technologie zu entwickeln, die unseren langfristigen Bestrebungen gerecht werden. Im Human Centered System besteht eine symbiotische Beziehung zwischen Mensch und Maschine, in der der Mensch die qualitativen subjektiven Urteile und die Maschine die quantitativen Elemente übernimmt. Es erfordert eine radikale Neugestaltung der Schnittstellentechnologien, und auf philosophischer Ebene besteht das Ziel darin, Werkzeuge (im Sinne Heideggers) bereitzustellen, die das menschliche Können und den menschlichen Einfallsreichtum unterstützen, anstatt Maschinen, die dieses Wissen objektivieren.“

## Grundsätze von HCD
HCD beruht nach ISO 9241-210:2019 auf folgenden Grundsätzen:
- Das Design basiert auf einem umfassenden Verständnis der Nutzer, Aufgaben und Arbeitsumgebungen.
- Die Nutzer werden in den gesamten Entwicklungsprozess einbezogen.
- Die Optimierungen der Designlösungen werden kontinuierlich und nutzerzentriert vorangetrieben.
- Der Prozess ist iterativ.
- Die gesamte User Experience wird bei der Gestaltung berücksichtigt.
- Das Entwicklungsteam vereint interdisziplinäre Kompetenzen und Sichtweisen.

## Nutzerbeteiligung

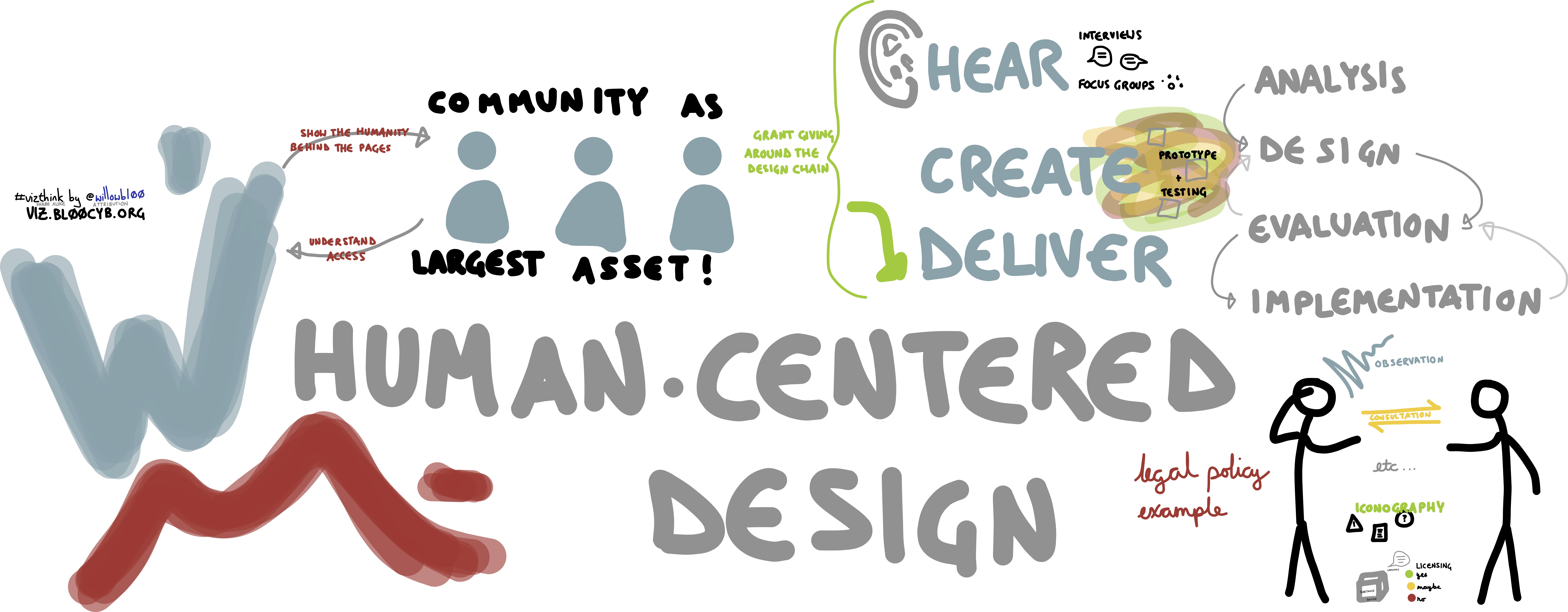
Wikimania Human Centered Design Visualisierung

Der nutzerorientierte Rahmen stützt sich in hohem Maße auf die Beteiligung der Nutzer und ihr Feedback im Planungsprozess. Die Nutzer können neue Perspektiven und Ideen einbringen, die in einer neuen Runde von Verbesserungen und Änderungen berücksichtigt werden können. Es heißt, dass eine verstärkte Beteiligung der Nutzer am Designprozess ein umfassenderes Verständnis der Designfragen ermöglichen kann, da eine größere kontextuelle und emotionale Transparenz zwischen Forscher und Teilnehmer besteht. Ein Schlüsselelement des Human Centered Design ist die angewandte Ethnographie, eine aus der Kulturanthropologie übernommene Forschungsmethode, bei der die Forscher vollständig in die Beobachtung eintauchen müssen, damit auch implizite Details erfasst werden.

## Prozess
Sowohl im Verständnis HCD als Entwicklungsprozess nach ISO 9241-210:2019 als auch in der Deutung HCD als Problemlösung sind im Prozess verschiedene Phasen vorgesehen. Häufig werden bei HCD als Problemlösung die Abläufe aus dem Design-Thinking-Ansatz herangezogen. Bei beiden HCD-Deutungen handelt es sich aber um iterative Prozesse und es werden ähnliche Schritte durchlaufen.

### Der Entwicklungsprozess nach ISO 9241-210:2019

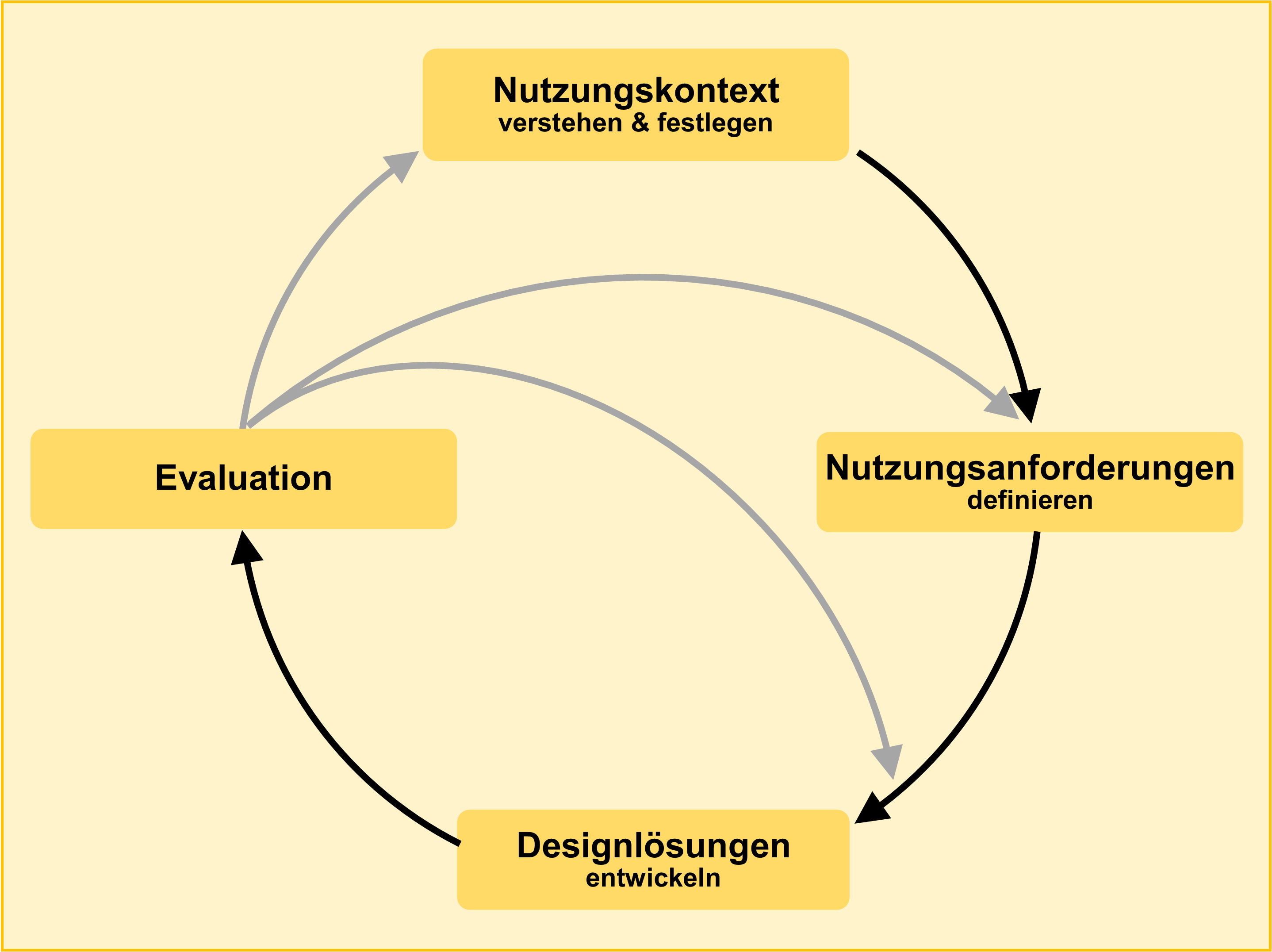
Vereinfachte Darstellung des HCD-Prozesses in Anlehnung an ISO 9241-210

- Verstehen und Festlegen des Nutzungskontextes

Diese Phase fokussiert auf das gründliche Verständnis der Nutzenden, ihrer Bedürfnisse und des Umfelds, in dem das Produkt oder System genutzt wird oder werden soll. Dies beinhaltet die Identifikation der Zielgruppen, die Analyse ihrer Aufgaben, Ziele und des Kontextes der Nutzung. Die gesammelten Informationen über den Nutzungskontext werden dokumentiert und dienen als Basis für die Definition spezifischer Anforderungen an das Design.
- Definition der Nutzungsanforderungen

In dieser Phase werden basierend auf den Ergebnissen des Nutzungskontexts Erfordernisse (englisch User Needs) und spezifische Nutzungsanforderungen (englisch User Requirements) für das Design des Produkts oder Systems definiert. Diese Anforderungen sollen die Bedürfnisse und Fähigkeiten der Benutzer genau abbilden und messbar, realisierbar sowie relevant sein. Sie dienen als entscheidende Richtlinien für die Gestaltung und Entwicklung des Endprodukts.
- Erarbeiten von Designlösungen

In dieser Phase werden auf Basis der festgelegten Nutzungsanforderungen konkrete Designkonzepte und -lösungen entwickelt. Dieser kreative Prozess beinhaltet das Generieren, Bewerten und Auswählen von Ideen, um die Nutzeranforderungen bestmöglich zu erfüllen. Während dieser Phase werden oft mehrere Designalternativen erstellt und in Form von Skizzen, Wireframes oder Prototypen visualisiert. Ziel ist es, durch Iteration und kontinuierliches Nutzerfeedback zu einer nutzerzentrierten und funktionalen Designlösung zu gelangen, die den Anforderungen und Erwartungen der Nutzenden entspricht.
- Evaluieren der Designlösungen

In der letzten Phase wird die entwickelte Designlösung systematisch getestet und bewertet, um sicherzustellen, dass sie den Nutzungsanforderungen und Benutzerbedürfnissen entspricht. Dies geschieht typischerweise durch Usability-Tests, bei denen Endnutzer die Designlösungen in realistischen Nutzungsszenarien verwenden. Feedback und Leistungsdaten der Nutzenden werden gesammelt und analysiert, um Stärken und Schwächen des Designs zu identifizieren. Basierend auf diesen Erkenntnissen wird das Design iterativ angepasst und verbessert, um eine optimale User Experience zu gewährleisten.

### Der Prozess im Verständnis als Problemlösung
Es gibt verschiedene Prozess-Modelle im Bereich der Problemlösung. Nachstehend sind die wohl zwei bekanntesten Modelle der Harvard Business School und der Stanford-Universität dargestellt. 

#### Modell nach der Harvard Business School

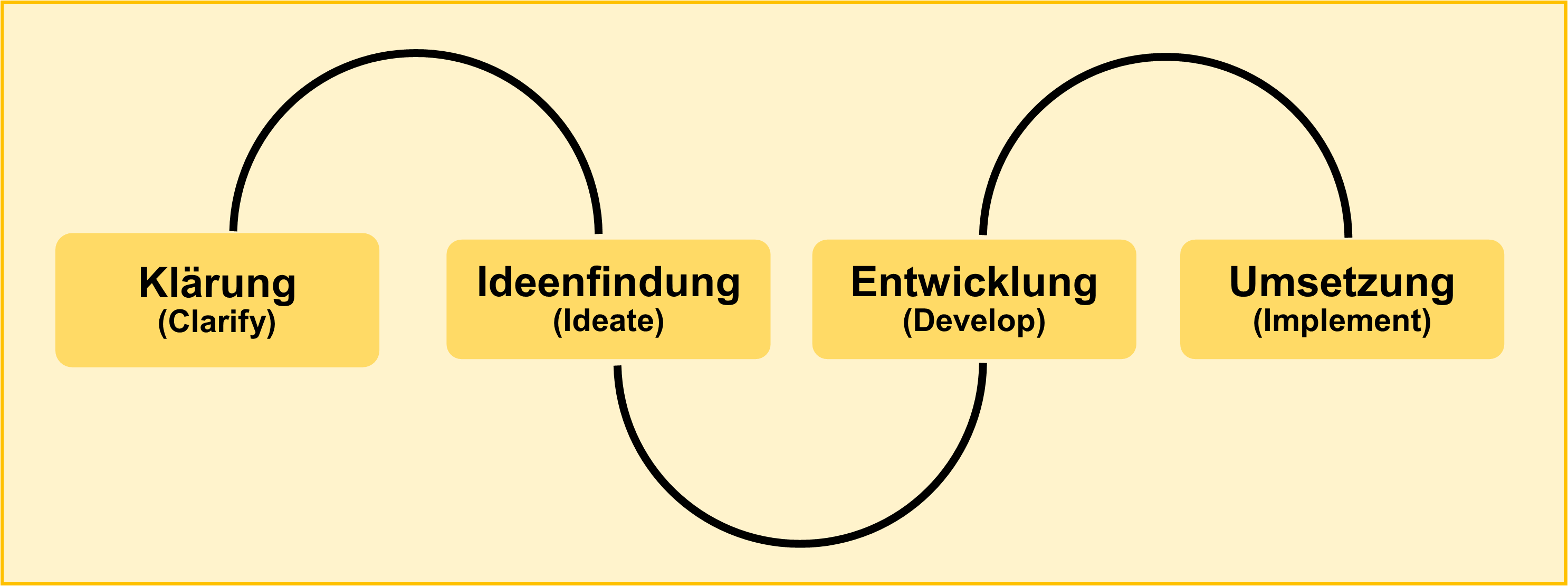
Der HCD-Prozess als Problemlösungsrpozess in Anlehnung an das Modell der Harvard Business School

- Klärung (Clarify)

In dieser Phase geht es darum, das Problem oder die Herausforderung genau zu verstehen und zu definieren. Es beinhaltet das Sammeln von Informationen, das Verstehen der Nutzerbedürfnisse und das Herausarbeiten der Kernfragen. Ziel ist es, eine klare und fokussierte Problemstellung zu entwickeln, die als Ausgangspunkt für die Ideenfindung dient.
- Ideenfindung (Ideate)

Hier werden kreative Lösungsansätze entwickelt. Durch Brainstorming und andere Kreativitätstechniken wird versucht, eine Vielzahl von Ideen zu generieren. Diese Phase fördert das freie und unkonventionelle Denken, um innovative Lösungen für die definierte Problemstellung zu finden.
- Entwicklung (Develop)

In dieser Phase werden die besten Ideen ausgewählt und weiterentwickelt. Es geht darum, konkrete Konzepte oder Prototypen zu erstellen, die dann getestet werden können. Diese Phase beinhaltet oft ein iteratives Vorgehen, bei dem Ideen verfeinert und angepasst werden, basierend auf dem Feedback und den Erkenntnissen aus den Tests.
- Umsetzung (Implement)

Die finale Phase fokussiert auf die Umsetzung der entwickelten Lösung. Dies kann die Markteinführung eines Produkts, die Implementierung eines neuen Services oder die Anwendung einer neuen Strategie beinhalten. In dieser Phase wird die Lösung realisiert und ihre Wirkung in der Praxis überprüft.

#### Modell nach der Stanford-Universität

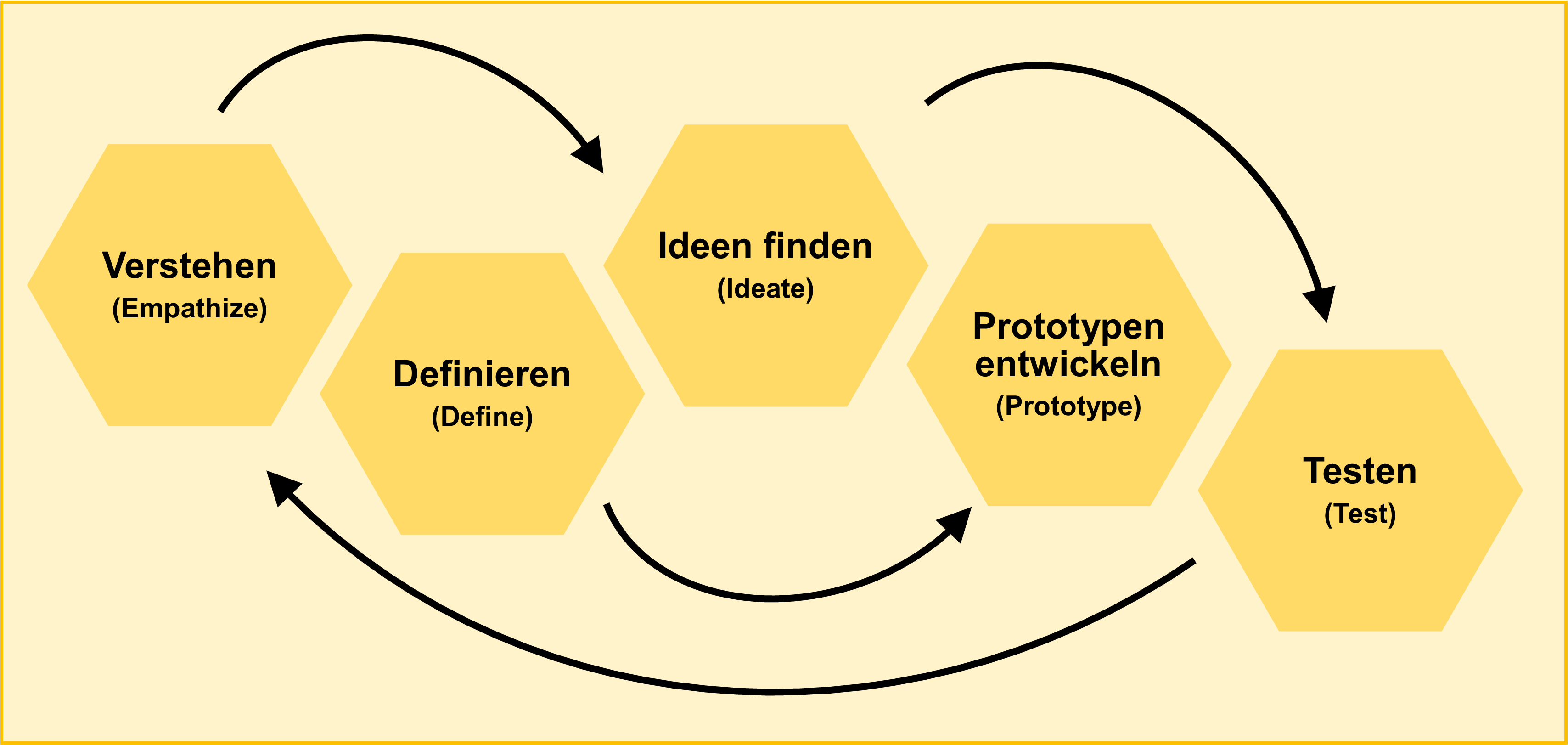
Der HCD-Prozess in Anlehnung an den Design Thinking-Prozess nach der Stanford University

Dieses beschreibt HCD anhand des Design-Thinking-Prozesses, welcher seinen Ursprung an der d.school, einer Einrichtung der Stanford-Universität hat:
- Verstehen (Empathize)

In dieser Phase geht es darum, ein tiefes Verständnis für die Nutzer und ihre Bedürfnisse zu entwickeln. Dies geschieht durch direkte Interaktion mit den Nutzern, Beobachtung ihres Verhaltens und Eintauchen in ihre Umgebung, um ihre Erfahrungen, Motivationen und Herausforderungen zu verstehen.
- Definieren (Define)

Hier werden die gesammelten Informationen aus der Empathie-Phase analysiert und zusammengefasst, um das Kernproblem klar und präzise zu definieren. Diese Definition dient als Ausgangspunkt für die Ideenfindung und stellt sicher, dass der Fokus auf ein spezifisches Nutzerbedürfnis oder eine Herausforderung gelegt wird.
- Ideenfindung (Ideate)

In dieser Phase werden kreative Lösungsansätze entwickelt. Durch Brainstorming und andere Kreativitätstechniken wird versucht, eine breite Palette von Ideen zu generieren, die potenzielle Antworten auf die definierte Problemstellung bieten könnten.
- Prototypenentwicklung (Prototype)

Die entwickelten Ideen werden in dieser Phase in greifbare Prototypen umgesetzt. Diese Prototypen sind experimentelle Modelle, die dazu dienen, die Ideen schnell und kosteneffizient zu testen und weiterzuentwickeln.
- Testen (Test)

Die Prototypen werden in realen Nutzerumgebungen getestet, um wertvolles Feedback zu sammeln. Dieses Feedback ist entscheidend für das Verfeinern und Anpassen der Lösungen. Basierend auf den Testergebnissen kann der Prozess in einer früheren Phase wieder aufgenommen werden, um die Lösung zu optimieren.

### Produkt- und Service Design-Prozess

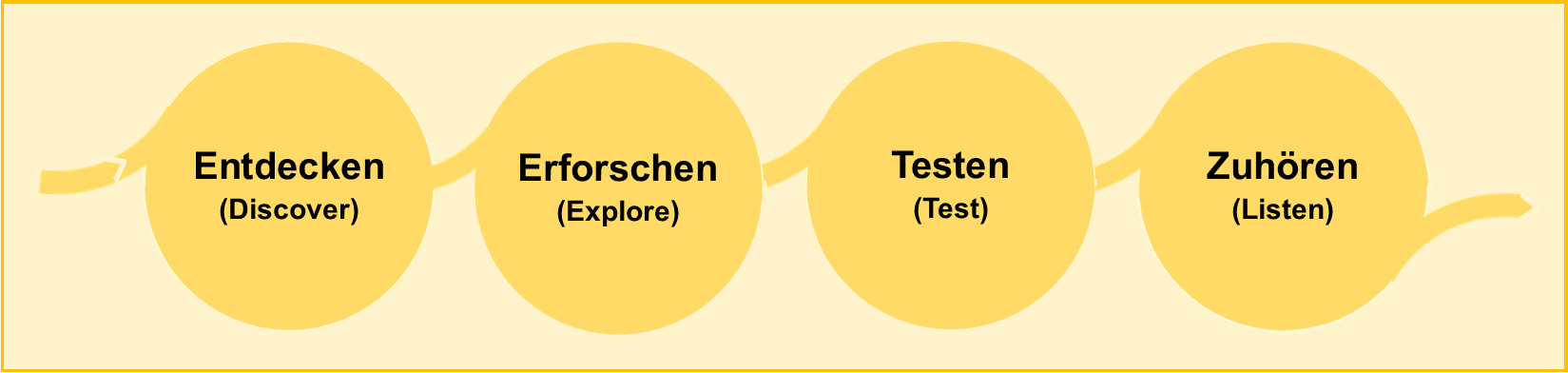
Der Produkt und Service Design-Prozess nach NN/G

Ein weiteres Modell wird von der Nielsen Norman Group, bekannt für ihre Expertise im Bereich der User Experience (UX), als Produkt- und Service Design-Prozess vorgestellt. Es reflektiert deren Interpretation und Anpassung der klassischen Produktentwicklung und des Service Designs an ein breiteres Verständnis des HCD-Prozesses.
- Entdecken (Discover)

Diese Phase konzentriert sich auf das Sammeln von grundlegenden Informationen über die Nutzer und ihren Kontext. Es geht darum, ein grundlegendes Verständnis der Bedürfnisse, Motivationen und des Verhaltens der Nutzer zu entwickeln.
- Erforschen (Explore)

In dieser Phase werden die gesammelten Informationen genutzt, um Konzepte und Designlösungen zu entwickeln. Es ist ein kreativer Prozess, der Ideenfindung und Prototyping umfasst.
- Testen (Test)

Hier werden die entwickelten Designkonzepte und Prototypen mit realen Nutzern getestet, um Feedback zu sammeln und die Usability der Lösungen zu bewerten.
- Zuhören (Listen)

Diese Phase beinhaltet die Analyse des Feedbacks und der Testergebnisse, um Einblicke zu gewinnen und das Design entsprechend anzupassen. Es ist ein kritischer Schritt, um sicherzustellen, dass das Endprodukt den Bedürfnissen der Nutzer entspricht.

## Methoden
Für die verschiedenen Phasen des Human-Centered Designs stehen zahlreiche Methoden zur Verfügung. Zu den bekanntesten und am häufigsten eingesetzten Methoden zählen:  
Verstehen / Nutzungskontext
- Interviews
- Beobachtung
- Kontextinterviews (Contextual Inquiry)

Modellierungen
- Persona
- User / Customer Journey Map
- Szenarios

Ideenfindung
- Brainstorming
- Design Thinking-Worshop

Anforderungen
- Ableitung von Erfordernissen (englisch User Needs)
- Definition von Nutzungsanforderungen (englisch User Requirements)

Prototyping
- Paper-Prototyping
- Wireframe
- Mockups
- Rollenspiel (für Dienstleistungen)

Evaluation
- Usability-Test
- Heuristische Evaluation
- Walkthrough-Verfahren

## Internationaler Standard
- ISO 13407:1999 Human-centred design processes for interactive systems - jetzt zurückgenommen
- ISO 9241-210:2019 Ergonomics of human-system interaction -- Part 210: Human-centred design for interactive systems -  2019 aktualisiert